# Jeffrey Dell
Jeffrey Dell, né en 1899 et mort en 1985, est un écrivain, scénariste et réalisateur britannique.
Il a notamment écrit le roman comique Nobody Ordered Wolves (en), inspiré de l'industrie cinématographique britannique.

## Filmographie
- 1934 : L'Oiseau de feu (The Firebird)
- 1935 : Bozambo
- 1951 : The Dark Man
- 1959 : Carlton-Browne of the F.O. (coréalisé par Roy Boulting)